# Cashback (court métrage)
Pour les articles homonymes, voir Cashback (homonymie).
 (juillet 2025).
Pour plus de détails, voir Fiche technique et Distribution.
Cashback (Donnant-donnant) est un court métrage britannique écrit et réalisé par Sean Ellis, sorti en 2004. Il a été adapté en long métrage sous le même titre.

## Synopsis
Ben Willis, étudiant en art, est employé de nuit dans un supermarché Sainsbury's à Whitechapel pour payer sa formation. Il y fait la connaissance de quelques personnages hauts en couleur qui cultivent, chacun à leur manière, l'art de tromper l'ennui pendant les longues heures de travail.
Ben, quant à lui, imagine qu'il suspend le temps, ce qui lui permet d'apprécier « en mode pause » la beauté du monde et des êtres qui le peuplent.

## Fiche technique
- Titre : Cashback
- Réalisation : Sean Ellis
- Scénario : Sean Ellis
- Photographie : Alex Barber
- Montage : Dayn Williams
- Musique : Rick Astley
- Production : Lene Bausager, Daphne Guinness, Kai-Lu Hsiung
- Société de production : Left Turn Films
- Pays d'origine :  Royaume-Uni
- Langue originale : anglais
- Genre : comédie dramatique
- Durée : 18 minutes

## Distribution
- Sean Biggerstaff : Ben Willis
- Emilia Fox : Sharon Pintey
- Stuart Goodwin : Alan Jenkins
- Michael Dixon : Barry Brickman
- Michael Lambourne : Matt Stephens
- Hatti Riemer : la vieille dame
- Frank Hesketh : Ben Willis enfant

## Musique
- Zorbas (Míkis Theodorákis)
- Boléro (Maurice Ravel)
- Sonate en do dièse mineur, op. 27, no 2 « Sonate au Clair de lune » (Ludwig van Beethoven)
- Ben's Theme (Rick Astley)
- In Ben's Mind (Susanne Deeken)
- Hot Diggity (Dog Ziggity Boom) (en) (Al Hoffman, Dick Manning (en))

## Distinction
- Oscars 2006 : nomination dans la catégorie « Meilleur court-métrage »

## Postérité
Cashback est adapté en long métrage en 2006 par le même réalisateur et sous le même nom.